# مسبح مكشوف

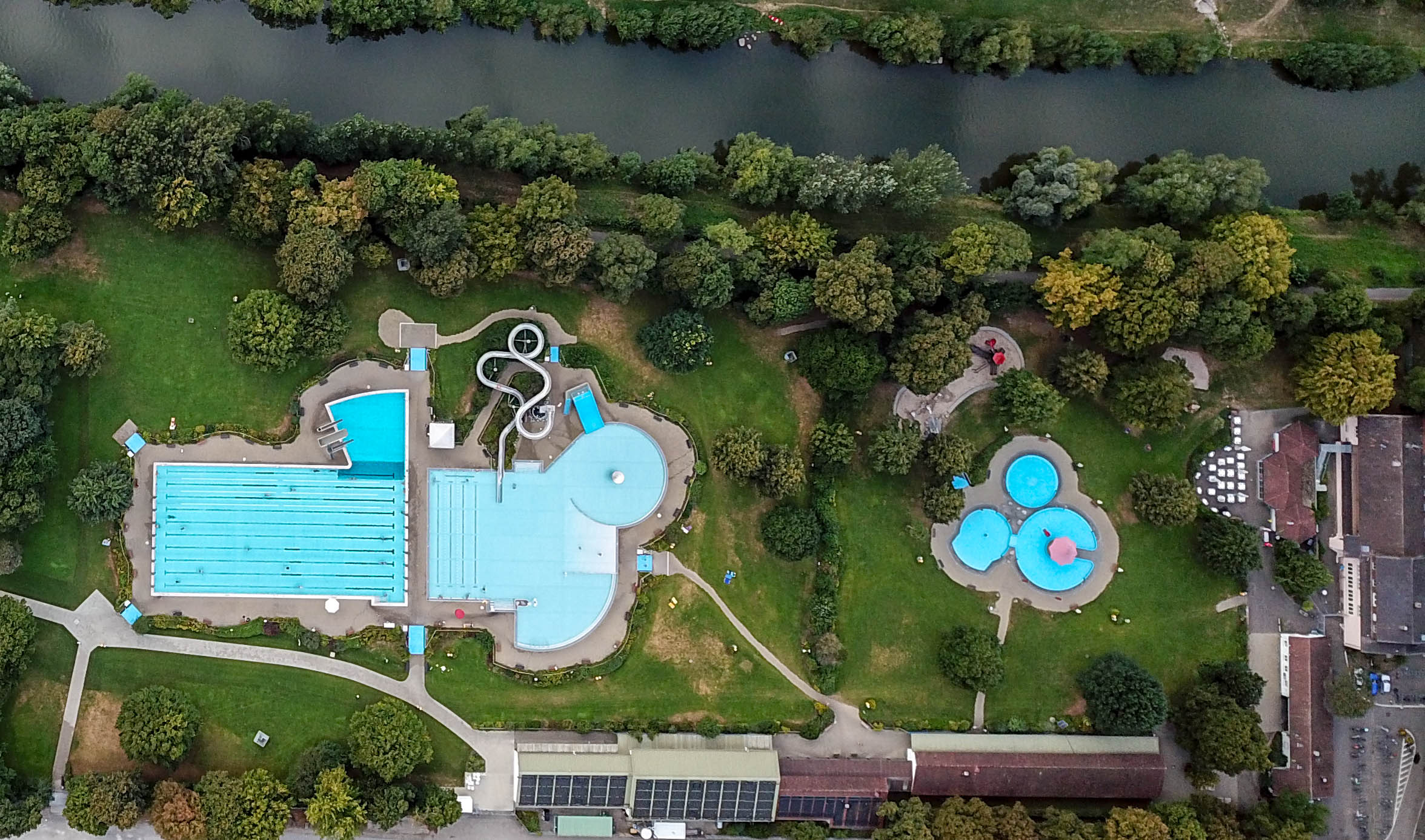
مسبح مكشوف في توبنغن جنوبَ ألمانيا

المسبح المكشوف مسبح عام في الهواء الطلق ومرافق محيطة به أو جزء من الشاطئ حيث يمكن للأشخاص السباحة أو الاستلقاء في الشمس للتسمر أو المشاركة في الرياضات المائية.